# Карпаш Максим Олегович
Карпаш Максим Олегович (нар. 25 вересня 1982 р. в м. Івано-Франківськ) — український науковець, доктор технічних наук, професор.

## З життєпису
У цьому ж році вступив до аспірантури Національного університету «Львівська політехніка» за спеціальністю «Прилади і методи контролю та визначення складу речовин».
У 2006 р. захистив кандидатську дисертацію «Розроблення методу та засобу визначення фізико-механічних характеристик матеріалу металоконструкцій довготривалої експлуатації», після чого працював старшим науковим співробітником НДІ нафтогазових технологій і, за сумісництвом, — доцентом, професором кафедри технічної діагностики і моніторингу університету.
У 2008 p. М. О. Карпашу присвоєно вчене звання доцента.
У 2009 р. призначений директором НДІ нафтогазової енергетики і екології.
У 2013 р. захистив докторську дисертацію на тему «Розвиток методів, засобів і технологій багатопараметрового контролю технічного стану магістральних трубопроводів».
У 2014 р. М. О. Карпашу присвоєно вчене звання професора.
З 2017 по серпень 2022 року — проректор з науково-педагогічної роботи Івано-Франківського національного технічного університету нафти і газу.
Від 2020 року — гарант нової освітньої програми І рівня «Інженерія відновлюваної енергетики»
Від серпня 2022 року — проректор з міжнародних зв'язків та стратегічного розвитку ЗВО «Університет Короля Данила»

## Науковий доробок
М. О. Карпаш — автор 250 публікацій, авторських свідоцтв і патентів, в тому числі 7 монографій, 6 навчальних підручників.
Наукові фахові зацікавленості: неруйнівний контроль, технічний стан магістральних трубопроводів, контроль фізико-механічних характеристик матеріалів металоконструкцій, використання алгоритмів штучних нейронних мереж у неруйнівному контролі, стандартизація, енергетична ефективність, відновлювальна енергетика.
Співзасновник Наукового містечка «Нова Енергія» від 2016 року.
Обрані монографії та навчальні посібники:
- Неруйнівні методи визначення фізико-механічних характеристик металоконструкцій тривалої експлуатації [Текст]: монографія / М. О. Карпаш, Є. Р. Доценко, Н. Л. Тацакович, О. М. Карпаш ; Івано-Франків. нац. техн. ун-т нафти і газу, Каф. техн. діагностики і моніторингу. — Івано-Франківськ: [ІФНТУНГ], 2010. — 309 с. : рис., табл. — Бібліогр.: с. 277—302. — 300 прим. — ISBN 978-966-694-121-6
- Акустичний контроль конструкцій та устаткування у нафтогазовій галузі [Текст]: монографія / О. М. Карпаш [та ін.] ; Нац. акад. наук України, Івано-Франків. нац. техн. ун-т нафти і газу, Ін-т електрозварювання ім. Є. О. Патона НАН України. — Івано-Франківськ: ІФНТУНГ, 2012. — 420 с. : рис., табл. — Бібліогр.: с. 396—420. — 300 прим. — ISBN 978-966-694-157-5
- Досвід європейських університетів з комерціалізації інновацій та можливості його застосування в Україні: монографія / Загальна редакція: В.Шатоха. Редакційна колегія: М.Карпаш, В.Туляков, А.Петренко, А.Фалалеєв, А.Ферябов, Б.Залеська, К.Мітчел, Ж.Пабла, Ж.Сілва. — Дніпропетровськ: «Дріант», 2014. — 246 с.
- Природний газ: інноваційні рішення для сталого розвитку: монографія / Загальна редакція: О.Карпаш. Редакційна колегія: Райтер П. М., Карпаш М. О., Яворський А. В., Тацакович Н. Л., Рибіцький І. В., Дарвай І. Я., Банахевич Р. Ю., Височанський І. І. — Івано-Франківськ: ІФНТУНГ, 2014. — 398 с.
- Management of partnership with enterprises in technological transfer. Authors: A.Dascalescu, O.Hudec, I.Korobanicova, D.Kuttor, M.Karpash, N.Tatsakovych, Z.Pal, D.I.Stoicovici, M.Ungureanu, N.Urbancikova. — Cluj-Napoca, RISOPRINT Publishing House, 2014. — 200 p. ISBN 978-973-53-1244-2
- Environmentally sustainable industrial development. Edited by Shatokha V., Stalinskiy D., Coole T., De Lepeleer G., Karpash M., Kruhlenko L., Petrenko A., Saey P., Shvets I. — Dnipro: Driant, 2017. — 317 p.
- Study on energy recovery from municipal solid waste by thermal conversion technologies in cross-border region Maramures, Ivano-Frankivsk, Presovsky: proposal for cooperation in order to recover energy from municipal solid waste by thermal conversion technologies in cross border area. Coord: M.Ungureanu, J.Juhasz, V.Brezoczki. Authors: M.Karpash, P.Raiter et.al. — Cluj-Napoca. Risoprint, 2020. — 175 p. ISBN 978-973-53-2552-7
- Energy efficiency and energy sustainable universities. Best practices of universities in Slovakia, Hungary, Romania and Ukraine. M.Karpash, N.Urbancikova, Z.Peter, C.Barz  Et.al.- Ivano-Frankivsk. Suprun V.P., 2021—326 p. ISBN 978-617-7468-98-0
- Підприємництво та лідерство в умовах реалізації стратегії сталого розвитку. На допомогу військовослужбовцю, звільненому в запас: навч.посібник / [О.Карпаш, Л.Ріщук, Т.Кулик та ін.]; за заг.ред. Карпаша М. О. — Київ: Гнозіс, 2021. — 236 с.

## Нагороди та відзнаки
Лауреат премії Кабінету Міністрів України (2011), лауреат премії Президента України для молодих вчених (2015), стипендіат Верховної Ради України (2015), нагороджений грантом Президента України для підтримки наукових досліджень (2009, 2015).